# Stomina caliendrata
Stomina caliendrata är en tvåvingeart som först beskrevs av Camillo Rondani 1862.  Stomina caliendrata ingår i släktet Stomina och familjen spyflugor. Inga underarter finns listade i Catalogue of Life.